# Chiesa di San Domenico (Paternò)
La Chiesa di San Domenico, nota anche come Chiesa del Rosario, è un luogo di culto cattolico sito in Paternò, in provincia di Catania. 

## Storia
La costruzione della chiesa avvenne nel 1562, in contrada Canali, nella parte bassa di Paternò, su un'area adiacente al convento dei Frati domenicani, fondato nel 1524 e intitolato a San Tommaso d'Aquino. La nuova chiesa venne intitolata sia al culto dell'Aquinate che a quello del presbitero Domenico di Guzmán, fondatore dell'Ordine.
Dopo la Battaglia di Lepanto del 1571, vinta dalle forze cristiane della Lega Santa contro quelle dell'Impero ottomano, avendo il papa Pio V attribuito la vittoria alla protezione della Madonna, la Chiesa dei Santi Domenico e Tommaso fu intitolata anche al culto mariano del Santissimo Rosario. Nel 1574, a Paternò fu fondata la confraternita laica del Santissimo Rosario, che si insediò nella chiesa e nel 1576 vi eresse la sua cappella.
Nel XVII secolo, nella chiesa vi si insediò anche la Confraternita di Gesù Bambino, che anch'essa vi creò una cappella. Dal 1605 fino al XIX secolo, nelle cripte cimiteriali della chiesa furono inumate le salme di migliaia di fedeli, sia adulti che bambini. Il Convento di San Tommaso d'Aquino a Paternò, di cui la chiesa era parte integrante, nel 1686 fu elevato a priorato. L'edificio fu interessato da importanti interventi di ristrutturazione avvenuti tra i secoli XVII e XVIII, che ne modificarono gli interni.
Nel 1866, per effetto della promulgazione delle leggi eversive adottate in quell'anno dal Regno d'Italia, l'Ordine dominicano fu soppresso e il complesso conventuale dove aveva sede - che qualche anno più tardi verrà adibito a sede della pretura - fu confiscato.
La chiesa di San Domenico, che rimase aperta al culto, subì modifiche alla propria facciata con i lavori effettuati nel 1873, ed assunse l'aspetto attuale. Elevato a parrocchia nel 1922, il tempio fu oggetto di interventi di restauro del pavimento nel 1968.

## Descrizione
La Chiesa di San Domenico sorge in pieno centro storico di Paternò, ed è ubicata nella parte orientale di Piazza Indipendenza, a poca distanza dalla Chiesa ed ex monastero della Santissima Annunziata, che si trova nella parte opposta.
La facciata, risalente al 1873, si presenta molto semplice, realizzata in conci di pietra bianca di Siracusa, e secondo lo stile architettonico neoclassico, tipico di quell'epoca. Sulla distesa mole del prospetto si svolgono, simmetricamente disposte ai due lati dell'alto portale architravato, due coppie di paraste emergenti da grandi plinti appena aggettanti; su di esse s'imposta il timpano membrato, che si continua nel cornicione, al di sopra del quale emerge il muro di coronamento sagomato a diversa altezza, recante al centro un fregio barocco a sostegno delle campane, fiancheggiato da due pinnacoli in pietra.
L'impianto planimetrico della chiesa è quello tipico degli edifici posteriori alla Controriforma ed, in particolare degli Ordini predicatori, formata da un'unica navata rettangolare con volta a botte, con vestibolo e il presbiterio rialzato concluso da un'abside semicircolare. Il disegno architettonico delle pareti si risolve in una serie di rincassi ciechi, due dei quali completati da altari affiancati da coppie di lesene con capitelli corinzi, al di sopra delle quali si stende l'ininterrotta trabeazione fortemente aggettante. La decorazione è essenziale, affidata al solenne nitore del denso intonaco che si è sovrapposto agli originari ornati d'epoca barocca; la volta reca affreschi del contemporaneo Mario Privitera, fra cui una Madonna del Rosario esaltata dai fedeli. Da destra si accede alla seicentesca cappella della Confraternita di Gesù Bambino, ora adibita a sacrestia, che conserva un'artistica cancellata in ferro battuto a delimitazione del piccolo piano presbiteriale, un pregevole altare marmoreo del 1616 e, nel soffitto, un bell'affresco del 1759 raffigurante l'Adorazione dei Magi. La pavimentazione è in mattonelle di maiolica, realizzata dopo le opere di restauro del 1968.
Nella chiesa sono esposte numerose tele, per gran parte risalenti al XVIII secolo: nella parete di sinistra si trovano le tele, San Biagio, opera di Vincenzo Avola, proveniente dalla chiesa omonima, San Vincenzo Ferreri, firmato A. R. e datato 1731, la Madonna del Rosario, riferibile alla prima metà del XVIII secolo, Cristo crocifisso, di epoca seicentesca; nella parete di destra sono disposti, San Giacinto ai piedi della Madonna; San Domenico inquadrato da una serie di episodi della sua vita, opera del paternese Carmelo Pappalardo, datata 1633, San Tommaso, dipinto di pura derivazione popolaresca riferibile alla prima metà del XVIII secolo. Nella parete di sinistra ,si trova pure una statua in legno e pastiglia raffigurante San Vincenzo che predica, attribuibile a un plasticatore napoletano del tardo Settecento.